# 龙头山古墓群
龙头山古墓群位于中国吉林省延边朝鲜族自治州和龙市头道镇南龙头山东侧，是渤海国文化遗迹，1988年被列为第三批全国重点文物保护单位。
龙头山古墓群分布范围约600平方米，由北至南分为龙湖墓区、龙海墓区、石国墓区，自1980年以来共发现十余座古墓葬。最早发现的墓葬是龙海墓区西北最高处的贞孝公主墓，墓内壁画是目前保存最完整的渤海国壁画。